# マリナ・キールマン
マリナ・キールマン（Marina Kielmann、1968年1月31日 - ）は、ドイツの女性フィギュアスケート選手でのちにプロフィギュアスケーター。1988年カルガリーオリンピック、1992年アルベールビルオリンピック女子シングル西ドイツおよびドイツ代表。1989年冬季ユニバーシアード競技大会優勝。

## 経歴
旧西ドイツのドルトムントに生まれ、4歳でスケートを始めた。1987-1988年シーズン、西ドイツ選手権で2位となりカルガリーオリンピック西ドイツ代表に選出されたが、オリンピックでは10位に終わる。翌1988-1989年シーズンの西ドイツ選手権では3位に終わり欧州選手権および世界選手権代表から漏れたものの、冬季ユニバーシアード競技大会で優勝を果たした。
1989-1990年シーズン、2度目の出場となった欧州選手権で初表彰台の3位。以後、4大会連続で欧州選手権でメダルを獲得した。東西ドイツ統一後の1991-1992年シーズン、2度目のオリンピック出場となったアルベールビルオリンピックでは、オリジナルプログラムで大きく出遅れ、前回大会と同じ総合10位に留まった。1994-1995年シーズン後にアマチュアを引退。引退後はプロフィギュアスケーターとして「ホリデー・オン・アイス」などで活動した。

## 主な戦績
| 大会/年          | 1986-87 | 1987-88 | 1988-89 | 1989-90 | 1990-91 | 1991-92 | 1992-93 | 1993-94 | 1994-95 |
| ---------------- | ------- | ------- | ------- | ------- | ------- | ------- | ------- | ------- | ------- |
| オリンピック     |         | 10      |         |         |         | 10      |         |         |         |
| 世界選手権       |         | 12      |         | 10      | 8       | 12      | 6       | 4       | 13      |
| 欧州選手権       |         | 9       |         | 3       | 3       | 2       | 3       | 9       | 6       |
| ドイツ選手権     | 7       | 2       | 3       | 2       | 1       | 1       | 1       | 3       | 2       |
| ユニバーシアード |         |         | 1       |         |         |         |         |         |         |
| NHK杯            |         |         | 3       |         | 7       |         |         |         |         |
| ボフロスト杯     |         |         |         |         |         | 2       | 3       | 5       | 1       |